# Vittorio Emanuele Orlando
Vittorio Emanuele Orlando (ur. 19 maja 1860 w Palermo, zm. 1 grudnia 1952 w Rzymie) – włoski polityk, premier, profesor prawa, reprezentował Włochy podczas konferencji pokojowej w Wersalu po I wojnie światowej. Razem z premierem Wielkiej Brytanii Davidem Lloydem George’em, premierem Francji Georges’em Clemenceau i prezydentem USA Woodrowem Wilsonem stworzyli traktat wersalski. Znany też ze swojej twórczości naukowej (kilkaset prac głównie o tematyce prawnej).
W 1901 został mianowany profesorem prawa publicznego i konstytucyjnego na Uniwersytecie Rzymskim. Od 1903 pełnił funkcję ministra edukacji. W 1907 został ministrem sprawiedliwości, którą to funkcję pełnił do 1909. W 1916 przejął ministerstwo spraw wewnętrznych. W 1917 objął tekę premiera. W 1919 zrezygnował z tego urzędu w wyniku niespełnienia oczekiwań, jakie w nim pokładano podczas konferencji pokojowej w Paryżu (Włosi liczyli na duże nabytki terytorialne mimo swego stosunkowo małego wkładu w zwycięstwo nad państwami centralnymi). W grudniu 1919 został wybrany przewodniczącym Izby Deputowanych. Początkowo był zwolennikiem Mussoliniego, jednak wycofał swe poparcie po zabójstwie socjalisty Giacoma Matteottiego. Później stopniowo wycofywał się z działalności politycznej (zasiadał jeszcze w Parlamencie), poświęcając się głównie pracy naukowej i wykładom na uczelni. W 1924 został odznaczony Orderem Cywilnym Alfonsa XII. Po upadku Mussoliniego został liderem Unii Konserwatywno-Demokratycznej. W 1948 kandydował w wyborach prezydenckich, ale został pokonany przez Luigiego Eunadiego.